# Allophilie
L'allophilie est le fait d'avoir une attitude positive à l'égard d'un groupe qui n'est pas le sien. Le terme est dérivé de mots grecs signifiant « aimer ou adorer l'autre ». C'est un cadre pour comprendre quantitativement le leadership intergroupe. Il est conceptualisé comme un état d'esprit mesurable, avec des conséquences tangibles,.
Le terme "allophilie" a été inventé par le professeur Todd L. Pittinsky de Harvard, en 2006, après avoir cherché en vain dans plusieurs dictionnaires un antonyme de préjudice.
L'allophilie présente cinq facteurs statistiques :
1. affection,
2. bien-être,
3. engagement,
4. enthousiasme,
5. parenté.

L'échelle de l'allophilie mesure chacun de ces facteurs,.

Échelle de l'allophilie

La solution courante pour remédier au préjudice est d'amener les groupes qui sont en conflit à un état de tolérance. Cependant, la tolérance n'est pas l'exacte opposée du préjudice, mais elle se situe plutôt à mi-chemin entre les sentiments négatifs et les sentiments positifs envers les autres. L'augmentation de l'allophilie devrait servir de complément à la diminution des préjudices,.
Dans une étude, la mudita (éprouver de la joie par empathie) a été montrée comme étant plus étroitement associée à l'allophilie, alors que la compassion (éprouver de la peine par empathie) a été montrée comme étant plus fortement associée aux préjudices.